# Mario Rossi
Mario Rossi (Bitetto, Pulla, 29 de març de 1902 – Roma, 29 de juny de 1992) va ser un director d'orquestra italià.
Va fer els estudis superiors de música al Conservatori de l'Acadèmia Nacional de Santa Cecilia de Roma sota el mestratge d'Ottorino Respighi (composició), Giacomo Setaccioli (direcció) i Pietro Mascagni (concertació).
Entre 1923 i 1926, per encàrrec de l'ajuntament de Roma, va fundar i dirigir un cor d'homes destinat a la formació musical dels obrers, el qual aconseguí força anomenada no només pel rigor de les seves interpretacions, sinó perquè a més del repertori popular escometia obres dels clàssics i de compositors del moment que escrivien expressament per a ell.
El 1926 fou nomenat sotsdirector de l'Orquestra del Augusteo de Roma, càrrec que ocupà durant deu anys i que compaginà amb l'ensenyament de direcció al Conservatori de la ciutat. Des del 1937 fins al 1944 dirigí l'orquestra del Maggio Musicale Fiorentino, alhora que iniciava una esplèndida carrera internacional coma director d'òperes i de concerts. Ja des d'aleshores conjuminà la programacíó dels compositors més actuals amb l'exhumació d'obres oblidades de Claudio Monteverdi, Baldassare Galuppi, Niccolò Piccinni i d'altres.
Un cop acabada la Segona Guerra Mundial, per suggeriment d'Arturo Toscanini fou nomenat director artístic del Teatro alla Scala de Milà, però l'any següent (1946) l'abandonà per a fer-se càrrec de l'Orquestra Simfònica de la RAI, amb seu a Torí. Fou director d'aquesta formació durant vint-i-tres anys, la qual elevà al més alt nivell interpretatiu i amb la qual realitzà múltiples gires per tot el món. En qualitat de director convidat també dirigí les més prestigioses orquestres europees i feu nombrosos enregistraments. Durant més de vint anys fou sovint invitat a dirigir l'Orquestra Ciutat de Barcelona, amb extraordinari acolliment per part d'intèrprets i de públic.
L'any 1953 havia estat guardonat amb el Premi Internacional “Arnold Schönberg” per la difusió de la música contemporània. Efectivament, Mario Rossi va ser el primer director a programar regularment obres de Luigi Dallapiccola, Goffredo Petrassi i Gian Francesco Malipiero, entre d'altres.

## Discografia seleccionada
- Ludwig van Beethoven: Concert per a piano i orquestra núm. 3 en do menor, op. 37. Friedrich Gulda; Orquestra Simfònica de la Ràdio de Colònia.
- Vincenzo Bellini: Il pirata. Picchi; De’ Cavalieri; Monachesi; Spataro; Orquestra Simfònia de la RAI de Torí.
- Giuseppe Verdi: Simon Boccanegra. Gencer; Gobbi; Mazzoli; Picchi; Monachesi; Orquestra del Teatro San Carlo de Nàpols.
- Giusepe Verdi: Luisa Miller. Kilston; Lauri Volpi; Colombo; Viaghi; Truccato Pace; Orquestra Simfònica de Roma.
- Domenico Cimarosa: Le astuzie femminili. Sciutti; Alva; Bruscantini; Mattioli; Calabresi; Orquestra i Cor Alessandro Scarlatti.
- Gaetano Donizetti: Roberto Devereux. Gencer; Cappuccilli; Rota; Bondino; De Julis; Pagliucca; Grella. Orquestra del Teatro San Carlo de Nàpols.
- Giuseppe Verdi: Falstaff. Gobbi; Ligabue; Alberti; Marimpietri; Lazzari; Orquestra Simfònica de la RAI de Torí.
- Gaetano Donizetti: Maria de Rudenz. Gencer; Rota; Bondino; Cappuccilli; De Julis; Pagliucca; Orquestra del Teatro San Carlo de Nàpols.
- Serguei Prokófiev: Aleksandr Nevski. Iriarte; Orquestra i Cor de l'Òpera Estatal de Viena.
- Giusepe Verdi: Les vespres siciliennes. Lawrence; Brumaire; Bonhomme; Taylor; Baran; Orquestra de la BBC de Londres.
- Wolfgang Amadeus Mozart. La Betulia liberata. Schwarzkopf; Valletti; Christoff; Pirazzini; Orquestra Simfònica de la RAI de Torí.
- Ludwig van Beethoven: Concert per a piano i orquestra núm. 5 en mi bemoll major, op. 73, “L'emperador”. Arturo Benedetti Michelangeli; Orquestra Simfònica de la RAI de Torí.
- Franz Joseph Haydn. Concert per a piano i orquestra núm. 11 en re major, Hob. XVIII/11. Arturo Benedetti Michelangeli; Orquestra Simfònica de la RAI de Torí.
- Gioachino Rossini: Guglielmo Tell. Cerquetti; Fischer-Dieskau; Jaia. Orquestra del Teatro alla Scala de Milà.
- Gioachino Rossini: Guglielmo Tell. Taddei; Filippeschi; Carteri; Tozzi; Orquestra Simfònica de la RAI de Torí.
- Giuseppe Verdi: Rigoletto. Pavarotti; Cappuccilli; Rinaldi; Zaccaria; Orquestra Simfònica de la RAI de Torí.
- Goffredo Petrassi. Recréation concertante. Orquestra de la Suïssa Italiana.
- Francesco Cilea. Adriana Lecouvreur. Oliviero; Bastianini; Simionato; Corelli; Orquestra del Teatro San Carlo de Nàpols.